# Tommaso Maria Gabrini
 (février 2022).
Si vous disposez d'ouvrages ou d'articles de référence ou si vous connaissez des sites web de qualité traitant du thème abordé ici, merci de compléter l'article en donnant les références utiles à sa vérifiabilité et en les liant à la section « Notes et références ».
Tommaso Maria Gabrini (né à Rome le 15 octobre 1726 – mort à Rome le 16 novembre 1808) est un érudit italien.

## Biographie
Né à Rome le 15 octobre 1726, Tommaso Maria Gabrini descendait en ligne collatérale du célèbre tribun Cola di Rienzo. À l’âge de vingt-sept ans, il entra dans un couvent de frères mineurs réguliers, où il fut chargé d’enseigner la philosophie et la langue grecque. Ayant été envoyé à Pesaro, on lui confia l’organisation du musée de cette ville. Tommaso Maria Gabrini s’était, dans ses moments de loisir, appliqué à l’étude de l’histoire naturelle et avait formé une collection de minéraux, de stalactites et de plantes marines qu’il donna à ce musée. De retour à Rome, il fut nommé curé de Saint-Anastase-à-Trevi, paroisse qu’il administra pendant vingt-sept ans. Après avoir passé par presque toutes les dignités de son ordre, Tommaso Maria Gabrini en devint général ; mais il ne jouit que peu de temps de cet honneur, et mourut à Rome le 16 novembre 1808, à l’âge de 82 ans.

## Œuvres
Il a publié en italien :
- Lettre sur la philosophie indienne, 1753 ;
- De l’origine des montagnes, 1755 ;
- Sur les colonnes d’Hercule, 1760 ;
- Explication de deux pierres antiques ;
- Explication d’une médaille d’or d’Adrien VI et d’une en argent de Brutus. Elle a été traduite en français dans le Journal de Bouillon de 1760.
- Observations historiques et critiques sur l’histoire romaine de Denys d’Halicarnasse contre l’opinion de Beaufort, 1797 ;
- Mémoires sur le tribunal de Nicolas de Rienzo, Rome, 1806. Ces écrits se trouvent dispersés dans divers recueils, tels que les Novelle Fiorentine, les Novelle della repubblica letteraria, et le Diario di Roma.